# La Chapelle-Gonaguet
La Chapelle-Gonaguet är en kommun i departementet Dordogne i regionen Nouvelle-Aquitaine i sydvästra Frankrike. Kommunen ligger i kantonen Saint-Astier som tillhör arrondissementet Périgueux. År 2022 hade La Chapelle-Gonaguet 1 058 invånare.

## Befolkningsutveckling
Antalet invånare i kommunen La Chapelle-Gonaguet
Referens:INSEE